# 아스테리아

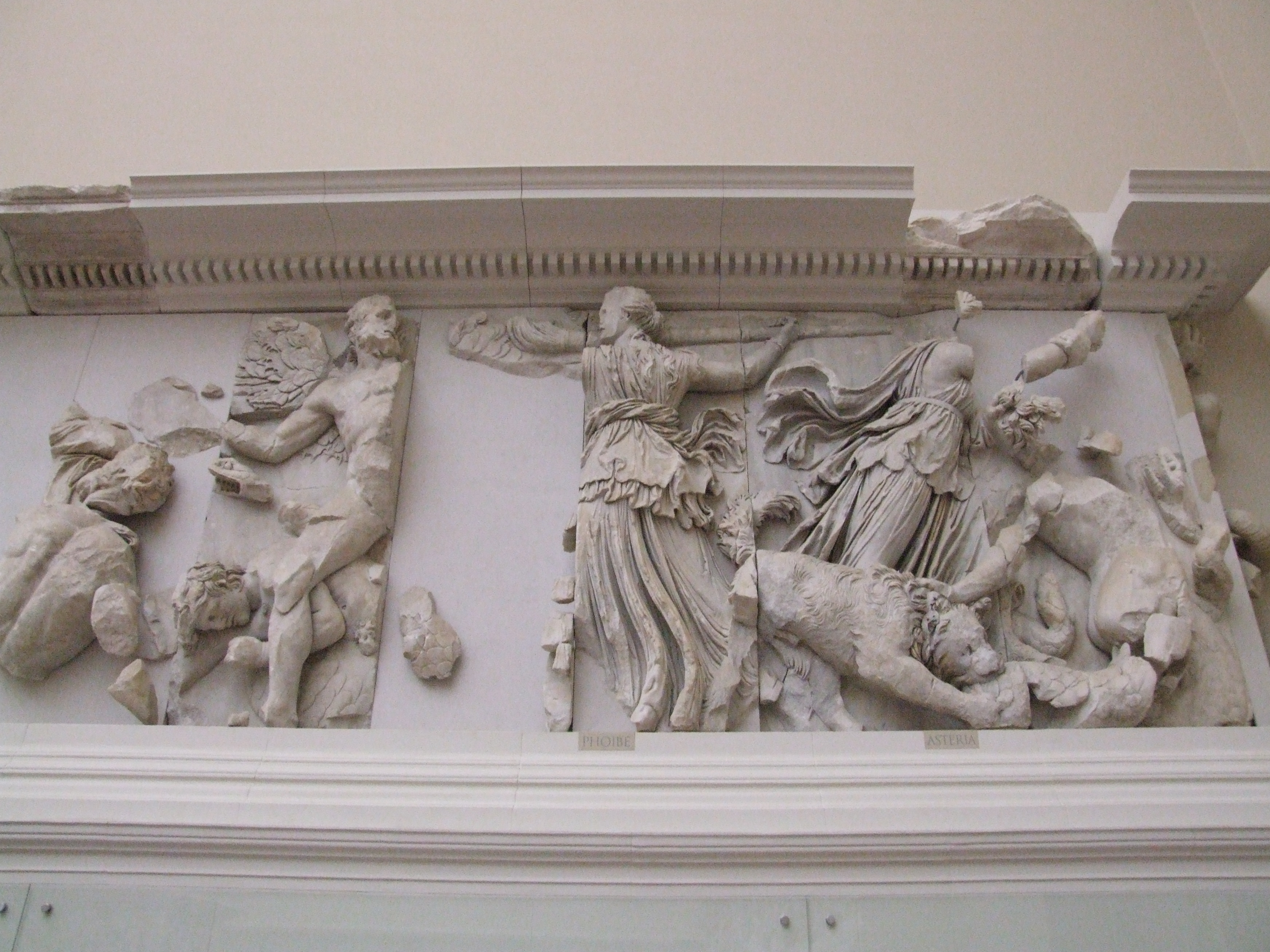
페르가몬의 대제단상에 있는 아스테리아와 포이베이

아스테리아(Ἀστερία, Asteria)는 그리스 신화에 전해지는 여신이다.
티탄 신족의 코이오스와 포이베의 딸이며, 레토와는 자매. 페르세이스와의 사이에 딸 헤카테를 낳았다. 일설에 포로스와 포이베의 딸. 그 이름은 「별자리」, 혹은 「별의 여자」를 의미한다고 여겨진다.
어느 날 아스테리아는 제우스에게 마음에 들어 버려, 그로부터 피하려고 했다. 도망칠 수 없다고 깨달았을 때에 모습을 메추라기로 바꾸어 바다에 몸을 던졌다. 타설에서는 아스테리아는 제우스에게 메추라기로 바뀌어 바다에 내던져졌다. 거기에서 섬이 태어나 오르테기아 섬(Isola di Ortigia)이라고 명명되었다. 이 섬은 후에 제우스에게 사랑받은 레토가 와 아폴론과 아르테미스를 낳아, 델로스 섬이라 개명되었다.
또 키케로는, 복수의 헤라클레스 중 테로스로 우러러볼 수 있었던 제4의 헤라클레스는, 유피테르(제우스)와 아스테리아의 아이이며, 그 딸은 카르타고라 했다.

## 같이 보기
- 그리스 신화
- 여신
- 비블리오테케
- 디오도로스 시켈로스
- 헤시오도스
- 수다

## 참고 문헌
- 아포로드로스 「그리스 신화」고우즈 하루시게 역, 이와나미 문고 (1953년)
- 휴기누스 「그리스 신화집」마츠다 오사무・아오야마 테루오 역, 코단샤 학술 문고 (2005년)
- 헤시오드스 「신통기」히로카와 요이치 역, 이와나미 문고 (1984년)
- 고우즈 하루시게 「그리스・로마 신화 사전」, 이와나미 서점 (1960년)